# Bagiennik żmijowaty
Bagiennik żmijowaty, mokradłosz żmijowaty (Pseudocalliergon trifarium (Brid.) Hedenäs) – gatunek mchu należący do rzędu rokietowców. Występuje na torfowiskach i mokrych łąkach, w strefie klimatów chłodnych Europy, Azji i Ameryki Północnej.

## Rozmieszczenie geograficzne
Mech występuje w Europie (Europa Środkowa, Fennoskandia, Dania, Szkocja, Wyspy Owcze), w Azji (Syberia) oraz w północnych częściach Ameryki Północnej. W Polsce gatunek spotykany częściej w części północnej (Pomorze Zachodnie i Wschodnie, Wielkopolska). Na południu szereg rozproszonych stanowisk.

## Morfologia
PokrójRoślina tworzy luźne błyszczące darnie żółte lub zielone, a w środku brązowe. Często pojedyncze łodygi wiją się w darniach innych mchów.
Budowa gametofituŁodygi są cienkie, mają długość 8-30 cm i zazwyczaj są wężowato powyginane. Łodygi są gęsto okryte liśćmi, co sprawia, że rośliny mają kształt okrągły, na szczycie zaostrzony. Okrągławo-jajowate liście łodygowe o długości 2 mm i szerokości 1,5 mm są sztywne, zaokrąglone na szczycie i kapturkowate. Komórki blaszki liściowej są mocno wydłużone. Komórki skrzydłowe są brązowe i słabo odróżniają się od innych komórek liścia. Żebro jest pojedyncze i kończy się przed szczytem. Liście gałązkowe mają kształt okrągły i są mniejsze (średnica do 1 mm). Ich żebro dochodzi tylko do połowy liścia.
Budowa sporofituSeta jest purpurowa i ma długość do 5 cm. Kończy się cylindryczną, zgiętą puszką koloru rdzawego, która w stanie suchym jest zwężona przy ujściu. Wieczko stożkowate, tępe na szczycie. Perystom zewnętrzny z żółtymi (jedynie na szczycie białawymi) zębami, perystom wewnętrzny z zębami żółtymi z silnie wystającymi błonami komórkowymi.

## Ekologia
Mech występuje na silnie nawodnionych torfowiskach niskich oraz na ich obrzeżu, w miejscach niezbyt zasobnych w sole mineralne oraz w wapnistych mokradłach. Jest reliktem polodowcowym. Gatunek wraz z innymi mchami kalcyfilnymi (sierpowiec moczarowy, skorpionowiec brunatny, mokradłosz olbrzymi) bierze udział w akumulacji torfu mszysto-kłociowego (Bryalo-Cladieti).

## Zagrożenie i ochrona
Roślina objęta w Polsce ścisłą ochroną gatunkową od 2004 roku.